# Флауърс ъф Романс
The Flowers of Romance е британска пънк/new romantic група, основана през 1976 г.
През 2004 излиза албумът Sue Catwoman. Въпреки че притежава много добри попадения, като горепосоченото Leon Czolgosz Song, Riga My Love, New York, Le nocturne parisien, Bomb Iraq, Luigi Luccheni и Streets of London, публиката е по-склонна да определя The Flowers Of Romance като група еднодневка, отколкото като нещо постоянно на музикалния небосклон. Тъй като в самата Англия не са харесвани повече, отколкото по света, The Flowers Of Romance изнасят повечето си концерти в Съединените американски щати и Европа. Групата търси кой да организира концерти в България. Пънк ветерани, повече фолк и доста по-лиричен звук, но все още пънк. Тази група е една от по-скритите легенди на пънк експлозията през 1977 в Англия. Свързани с групи като The Clash, Sex Pistols, The Slits и със самия мистър Сид Вишъс на вокалите, те създават доста медиен шум, не записват песните си в истинско студио и изчезват, пометени от мощната вълна на по-големите групи.
Като коментар за техен концерт Питър Фрейм още през 1977 г. казва:
| „ | Бързо и монотонно… извънредно монотонно. Имаха едно едничко по-различно нещо… барабаните им нямаха чинели“ Най-изненадащо през 1987 г. групата се събира отново и без нито един от оригиналните членове започва активна концертна дейност. През 2004 излиза и този диск. 27 години след началото на легендата, те вече са доста бавни, но все така ужасно монотонни. Искрено се искаше да харесам поне малко от този албум, ама нямах този късмет. Всичко в албума е отявлено насочено към онова, дето е било през 1977. Музиката е странно затворена, звучи като разговор между приятели с кодови думи. Типично по английски, монотонна, като вечно повтаряща се чаена церемония с едни и същи „табиети“ и консумативи. Седиш на масата, пулиш се, съвсем не разбираш какво става… и се отказваш да обръщаш внимание. А те се смеят, шегуват се, радват се на всичко. Музиката е доста разводнени „Погс“ или „Леверълс“, с леки пънк уклони и доста струнни инструменти. Доста от песните звучат меланхолично, ама и прекалено монотонно, направени с някакво странно „арт задъхване“, изплезили език се мъчат, ама не се получава. Поне нямаше магията. Най-вероятно липсва „разбирането“ за такъв тип музика. Към края на диска има няколко УЖАСНО звучащи концертни записи, дето леко позамазват нещата. По-агресивни са, по-разнообразни… само дето след това следват още песни от „другите“. | “ |

## Членове
- Тони Блекплейт – вокали
- Ал Вейнола – китари
- Рой Страйдър – китари
- Анти Патик – бас китара
- Анели Кадакас – барабани
- Каупо Калдмае – звук, синтезатори

## Дискография
- Sue Catwoman (2004, CDEP, MFM Records)
- Sue Catwoman (2004, CD, The Flowers of Romance)
- Paris (2006, CD, Ligo)